# ビーチ・ボーイズ・コンサート
『ビーチ・ボーイズ・コンサート』 (Beach Boys Concert) は、1964年にリリースされたザ・ビーチ・ボーイズのライブアルバム。彼らのアルバムではアメリカに於いて初めてNo.1を記録した。
本作はビーチ・ボーイズのオリジナル・メンバー5人による唯一のライブ盤であるが、演奏ミス等を補うため、彼ら自身によりかなりの修正やオーバーダビングがなされている。「ファン・ファン・ファン」「アイ・ゲット・ラウンド」は既存のスタジオ音源を利用したもので、「ファン・ファン・ファン」は間奏のオルガン部分をカール・ウィルソンの演奏するギターソロに差し替えて、若干再生スピードを速めて収録されている。

## 収録曲
Side 1
1. ファン・ファン・ファン - Fun Fun Fun (Brian Wilson/ Mike Love) - 2:26
2. パサディナのおばあちゃん - The Little Old Lady From Pasadena (D. Allfield/Roger Christian) - 3:00
3. いかしたクーペ - Little Deuce Coupe (Brian Wilson/Roger Christian) - 2:27
4. ロング・トール・テキサン - Long, Tall Texan (Henry Strezlecki) - 2:32
5. イン・マイ・ルーム - In My Room (Brian Wilson/ Gary Usher) - 2:25
6. モンスター・マッシュ - Monster Mash (Boris Pickett/Lenny Capizzi) - 2:27

Side 2
1. レッツ・ゴー・トリッピン - Let's Go Trippin' (Dick Dale) - 2:34
2. パパ・ウー・モウ・モウ - Papa-Oom-Mow-Mow (Carl White/Al Frazier/Sonny Harris/Turner Wilson Jr.) - 2:18
3. ワンダラー - The Wanderer (Ernest Maresca) - 2:00
4. 夢のハワイ - Hawaii (Brian Wilson/Mike Love) - 1:51
5. グラデュエイション・デイ - Graduation Day (Joe Sherman/Noel Sherman) - 3:29
6. アイ・ゲット・アラウンド - I Get Around (Brian Wilson/Mike Love) - 2:42
7. ジョニー・B・グッド - Johnny B. Goode (Chuck Berry) - 1:56

### ボーナス・トラック
1. ドント・ウォリー・ベイビー - Don't Worry Baby